# Jaume Compte i Canelles
Jaume Compte i Canellas (Castelló d'Empúries, Alt Empordà, 13 de juliol de 1889 – Barcelona, 7 d'octubre de 1934) fou un polític i lluitador nacionalista català.

## Activitats polítiques

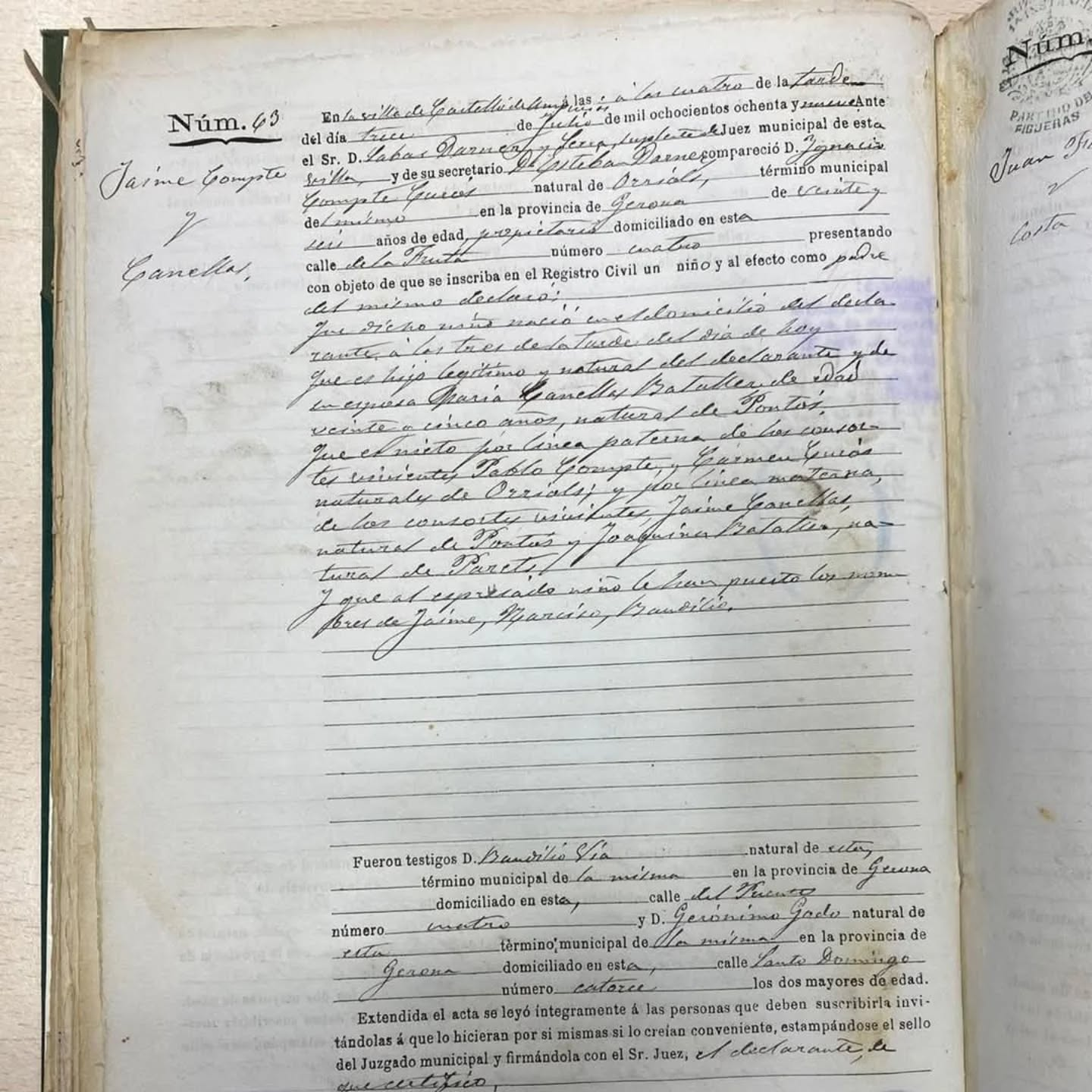
Partida de naixement

De jove milità en el Centre autònom de dependents del comerç i la indústria, CADCI. Membre de primera hora d'Estat Català, va ser un dels fundadors, l'any 1925, de La Bandera Negra, grup armat d'Estat Català encarregat d'efectuar accions militars contra les autoritats espanyoles, juntament amb Miquel Badia i Capell, Daniel Cardona i Civit, Marcel·lí Perelló i Domingo, Ramon Xammar i Sala, Emili Granier Barrera, Jaume Julià i Jaume Balius.
A finals de maig de 1925 participà ensems amb l'escamot Roell, en l'atemptat contra el rei d'Espanya, Alfons XIII quan, de tornada de Barcelona cap a Madrid, passava en tren per un dels túnels del Garraf. Fou condemnat a mort per un tribunal militar, però la pena li fou commutada per la de cadena perpètua.
Arran de la caiguda de la Dictadura de Primo de Rivera i la proclamació de la Segona República Espanyola el 1931, fou alliberat. Dirigí aleshores els escamots de defensa de la República Catalana proclamada per Macià. Decebut per la dissolució de la República Catalana, no va voler acceptar la Conselleria de Treball que li va oferir Macià, i més tard tampoc no acceptà la integració d'Estat Català dins Esquerra Republicana de Catalunya. Aleshores adoptà uns postulats socialistes revolucionaris i independentistes, i fundà un nou partit que adoptà els noms d'Estat Català-Força Separatista d'Extrema Esquerra i Estat Català-Partit Proletari, i que el 1934 s'escindí en Estat Català i Partit Català Proletari.
El 6 d'octubre de 1934, quan Companys proclamà la República Catalana dins la Federació Espanyola, Compte s'atrinxerà als locals del CADCI (a la rambla de Santa Mònica de Barcelona), entitat dirigida per elements del seu partit, tot vigilant els moviments dels soldats de la caserna situada a les Drassanes. Poc després les tropes atacaren amb artilleria el local i Jaume Compte hi va morir, a quarts d'una de la matinada, juntament amb Manuel González Alba i Amadeu Bardina.